# Dead Badge
Dead Badge (conocida en Argentina como Placa mortal) es una película de acción, drama y suspenso de 1995, dirigida por Douglas Barr, que a su vez la escribió, musicalizada por Mark Snow, en la fotografía estuvo Paul Holahan y Philip Holahan, los protagonistas son Raymond Cruz, Marta DuBois y Olympia Dukakis, entre otros. El filme fue realizado por Baer Entertainment Group, se estrenó el 28 de marzo de 1995.

## Sinopsis
Un policía honesto es enviado a trabajar a una comisaría corrupta, tiene solo dos opciones: ceder o ser el siguiente al que le pase algo malo.